# Koellikeria erinoides
Koellikeria erinoides là một loài thực vật có hoa trong họ Tai voi. Loài này được (DC.) Mansf. mô tả khoa học đầu tiên năm 1935.

## Hình ảnh

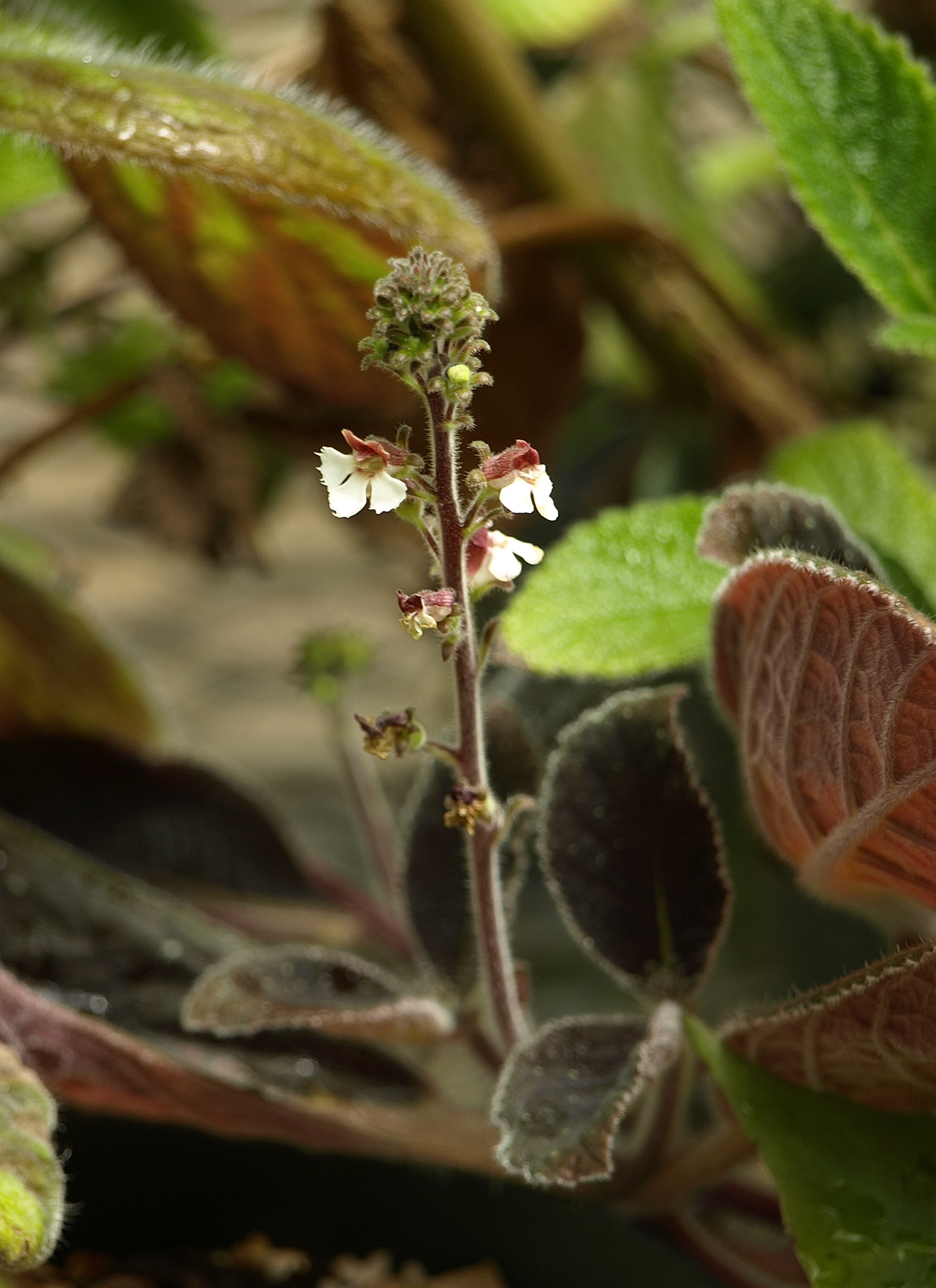